# メガバス
メガバス株式会社は、静岡県浜松市中央区に本社を置くルアーなどの釣具やアウトドア用品のメーカーである。

## 概要
日本のみならずアメリカ・ロシア・イギリス・フランス・イタリア・スペイン・ドイツ・北欧・中国・アジア・オーストラリア・ブラジルなどでも高い評価を得ており、日本を代表するプレミアムフィッシングブランドのひとつである。
ルアーに限らず、ロッド（竿）なども人気が高い。ルアー・ロッド・リール・ライン・船舶・車両・アパレル・アイウェア・時計・アウトドア用品などを展開している。スポーツフィッシングの総合メーカーである。
同社のCEOである伊東由樹の代表作VISION ONETENは、アメリカでプロの釣り競技者達の間で、高い釣果と勝率を誇って話題となり、米国のバスマスターマガジンをはじめ、ルアーマガジン（2023年4月号）など世界各国の様々なメディアから作品の高い釣果とテクノロジー、芸術性について多数紹介されている。
同社を代表するトップウォーターであるPOP-Xは1996年の発売当時、入手困難ルアーとしても有名であった。定価1,600円ほどであるがプレミアム価値が付き、人気カラーによっては（ホットタイガーなど）20,000円ほどで売買されていた。

## 沿革
- 1986年8月15日 - 東京都品川区大井町のアパートにて、伊東由樹がイトウツールデザイン設立。メガバスワークスを立ち上げる。釣り竿(ARMS)の製作を開始する。
- 1987年 - Vフラットの製作を皮切りにルアーの製作を開始。
- 1989年4月 - 工房を静岡県浜北市に移転。
- 1989年12月 - 浜松市中島町に移転。有限会社メガバスを設立。OEM工場としてもインジェクション設計・製作を手掛け始める。また、工房の1階にアンテナショップを開く。
- 1990年10月 - 浜松市小豆餅にOEM工場を設立。他釣り具メーカーの製品デザイン、テスト、製造も手掛ける。
- 1991年 - トラウト用ルアーブランドのグレートハンティング事業部を始動。
- 1992年 - メガバス株式会社に法人改組。
- 1993年 - 本社を浜松市有玉南町に移転。浜松市小池町にイトウユニオン、ファインテックを設立。アメリカ、マサチューセッツ州にメガバスUSAを開設。
- 1995年 - 児玉一樹プロ、JBバスアングラーオブザイヤー獲得。
- 1997年 - メガバスUSAにウェアハウス（デリバリー拠点）を増設。
- 1998年 - ランディ・ブローキャット、米国バスマスタークラシック３位入賞。浜松市西ヶ崎町の現住所に、国内最大級のルアー生産工場として本社新工場を建設。ロッドファクトリー部門、研究開発部門、管理部門等を有玉南工場から移設。
- 1999年 - 柳栄次プロ、JBワールド年間優勝・同マスターズ年間優勝。
- 2000年3月 - ユニオン、ファインテックを本社に統合。
- 2000年 - itoエンジニアリング部門を発足。
- 2001年 - itoエンジニアリング（株）として独立、本社敷地内の別棟へ移動。グッドデザイン賞・中小企業庁長官特別賞受賞。
- 2002年 - 井出隆之プロ、JBワールド年間優勝。粟島英之プロ、WBSアングラーオブザイヤー獲得。アーロン・マーティンス、米国バスマスタークラシック準優勝。
- 2003年 - ゾーニング管理釣り場、レベルXを開園。
- 2007年 - メガバス・カロッツェリアを始動。ヘッドクォーター機能とデリバリーセンターを集約した本社ファクトリーとして稼働。
- 2008年 - グローブライド（株）へ出資、同社の上位株主となる。グローブライド社は、テニス（プリンス）、ゴルフ（オノフ）、フィッシング（ダイワ）を展開する総合スポーツ用品メーカーとして東証一部に上場している。業務提携事業として、リール開発・チューニング事業等を推進している。
- 2009年 - リール事業に参入。自社ブランドによるリール（モノブロック）を発表。
- 2010年 - 米国トーナメントアングラー・深江真一のサポートを開始。
- 2011年 - 深江真一プロ、米国FLWアングラーオブザイヤー獲得。
- 2012年 - 小森嗣彦プロ、JB年間チャンピオン・アングラーオブザイヤー獲得。野村俊介プロ、JBエリート5優勝。アメリカフロリダ州にて開催されたICAST会場で、新たなシャフト構造（YOLOY）を搭載したロッド、ARMS Challengeと、米国向けに専用開発したとされるOrochi XXを発表。
- 2013年 - カリフォルニア州にMEGABASS OF AMERICAを設立。エドウィン・エバース、B.A.S.S. バスマスターエリートシリーズ・アラバマリバー戦優勝。メガバスプロチーム「アーロン・マーティンス」が米国B.A.S.S.バスマスターエリートシリーズを制覇。年間総合１位「Angler of the year」受賞。同じくメガバスがサポートするエドウィン・エバースが２位、クリス・ザルディンが８位入賞。
- 2014年 - JB河口湖B　野村俊介 アングラーズオブザイヤー獲得。
- 2015年 - JB河口湖B　野村俊介 アングラーズオブザイヤー獲得。
- 2016年 - 米国バスマスタークラシック エドウィン・エバース優勝。クラシックチャンピオンに輝く。JB河口湖A / JB河口湖B　野村俊介 アングラーズオブザイヤー獲得。
- 2017年 - JB河口湖A / JB河口湖B　野村俊介 アングラーズオブザイヤー獲得。
- 2018年 - Basserオールスタークラシック 小森嗣彦 優勝。
- 2022年 - BASS MASTER ELITE シリーズ ブランドン・パラニューク 年間優勝・Angler of the year獲得。 JB TOP50 小森嗣彦 アングラーズオブザイヤー獲得。

## カラーリング
ルアーは主に数種類のカラーリングで販売されており(主に「GG」・「IL」・「マットタイガー」・「VR」など)、時期に応じて販売停止にするカラーリングもある。また、年に一度の「国際フィッシングショー」の出展の際には、その年の干支をあしらった「干支カラー」も限定販売される他、ルアー雑誌やDVDの抽選プレゼント限定カラーも高額取引されることがある。

## 部門
メガバス
創業時から製作しているバス・フィッシングを主体としたルアー・フィッシング部門。ロッドも現在「デストロイヤー」・「トマホーク」・「オロチ」・「ヘッジホッグ」等様々なバリエーションがある。
itoエンジニアリング
主にメガバスのルアーをさらに改良し販売している部門。ロッドもバッド部分をチタン繊維などで加工している「エヴォルジオン」シリーズを製作、販売している他、リールもダイワ精工との「コラボリール」の製作を手がけている。他にもルアー・タックルやオールカーボンボート、衣類なども手がけている。
XOR
海に生息する魚類をターゲットにした部門。メガバスグループの社内合同イベントでも圧倒的な人気を誇る「タチウオ釣り大会」から生まれた、タチウオだけをターゲットにしたロッド「Expedir SABERFISHER」も受注生産している。
パガーニ
「魚との対話」をテーマに、エンスージャスティックなルアー・フィッシングをするという意味で開設された部門。主に昆虫などをイメージしたトップウォーター・ルアーをはじめ、小さいルアーを手がけている。ロッドも竹(バンブー)で製作され、そしてその分コストがかかり高額な「パガーニ・バンブー」と、グラファイト・カーボンで製作され、コストを抑えた「パガーニ・グラファイト」がある。
パガーニ・トラウト
元々は初期のメガバスのトラウト部門である「グレートハンティング」シリーズが始まりであり、「グレートハンティング・ミノー」など数々の名作を出したが、当時はバス・フィッシングがブームだった事もあり、メガバス部門に吸収された。それから時が経ち、トラウトの管理釣り場での「エリア・フィッシング」で全国的にトラウト・フィッシングが注目されはじめたので、「パガーニ・トラウト」というブランド・ネームで再び復活した。
カロッツェリア
正式名称「itoエンジニアリング・伊東由樹工房」。itoエンジニアリングのいち部門で、メガバス社内に独自の工房があり、伊東由樹が趣味で製作したルアーやロッドを開発・販売している。2008年、かつて伊東由樹が22年前に製作した「ARMSロッド」の復刻として、現在の技術の粋を集めて製作した「ARMSコンセプト」が受注販売された。このロッドは完全受注で製作されるもので、メガバスと契約しているショップにある受注シートにより利き手・グリップの素材などを明記して受注するもので、3種類の計507本の限定品である。